# Penila papler
Penila papler är små ofarliga hudtaggar som sitter på ollonkanten hos 30% av alla män.

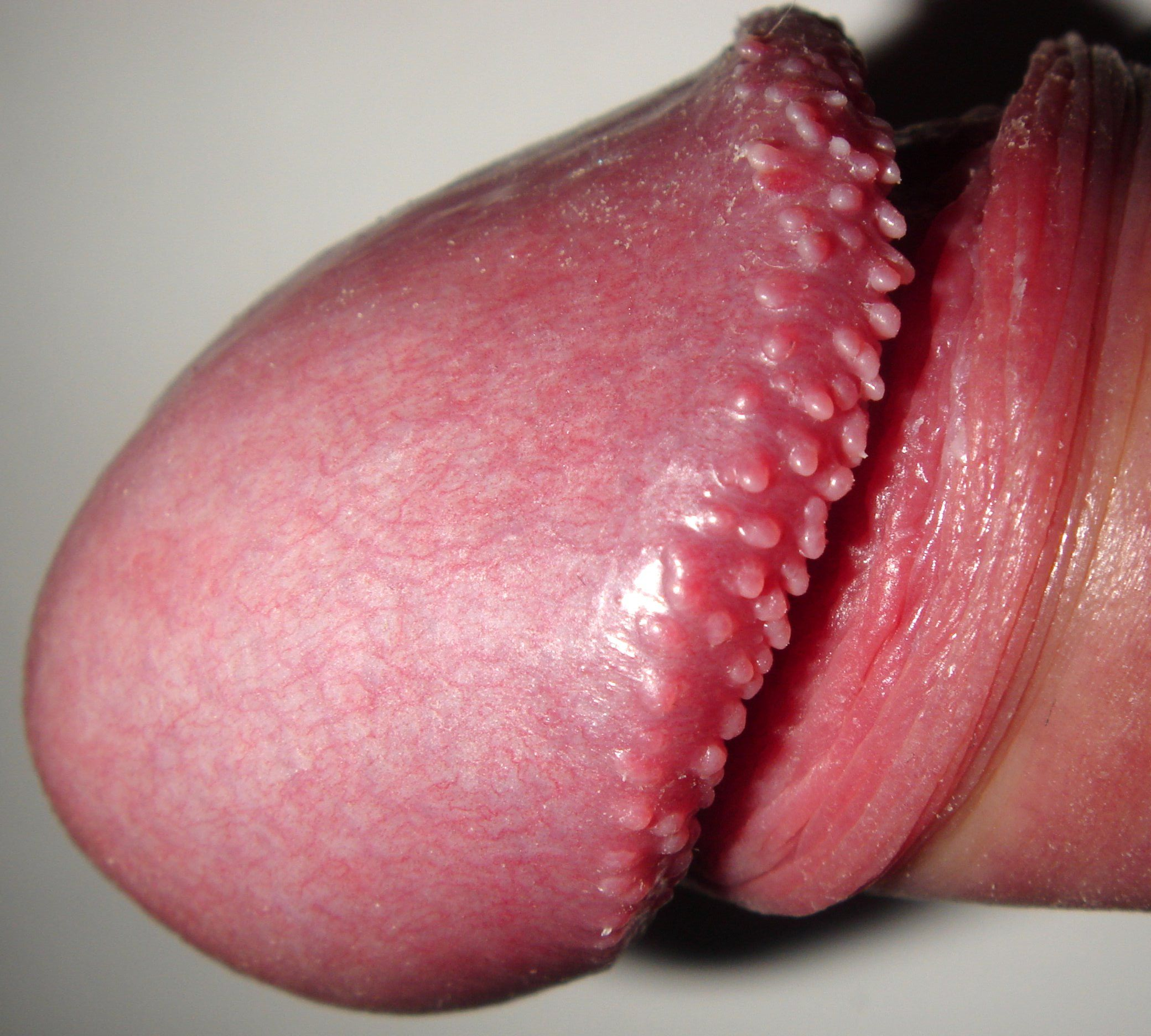

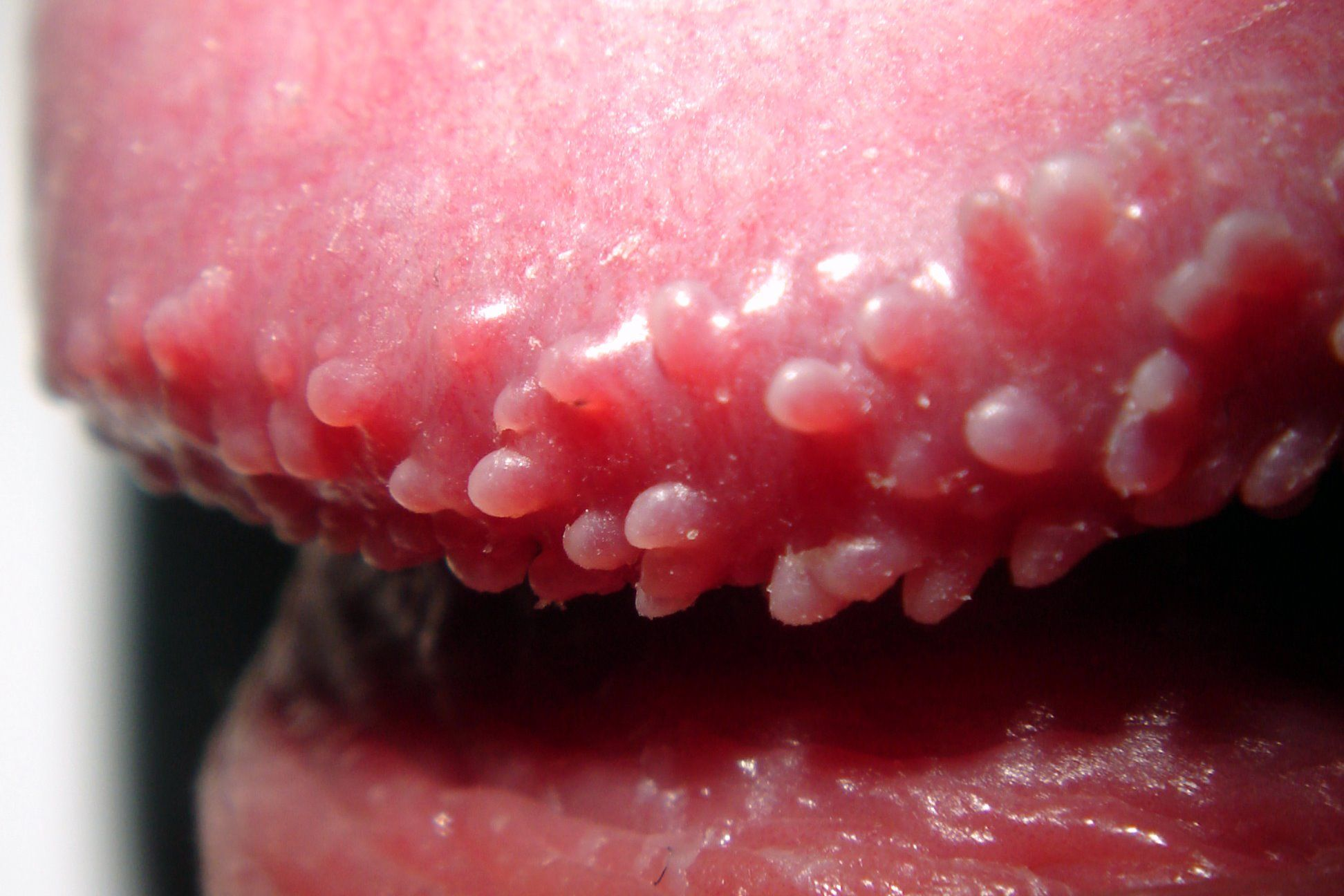

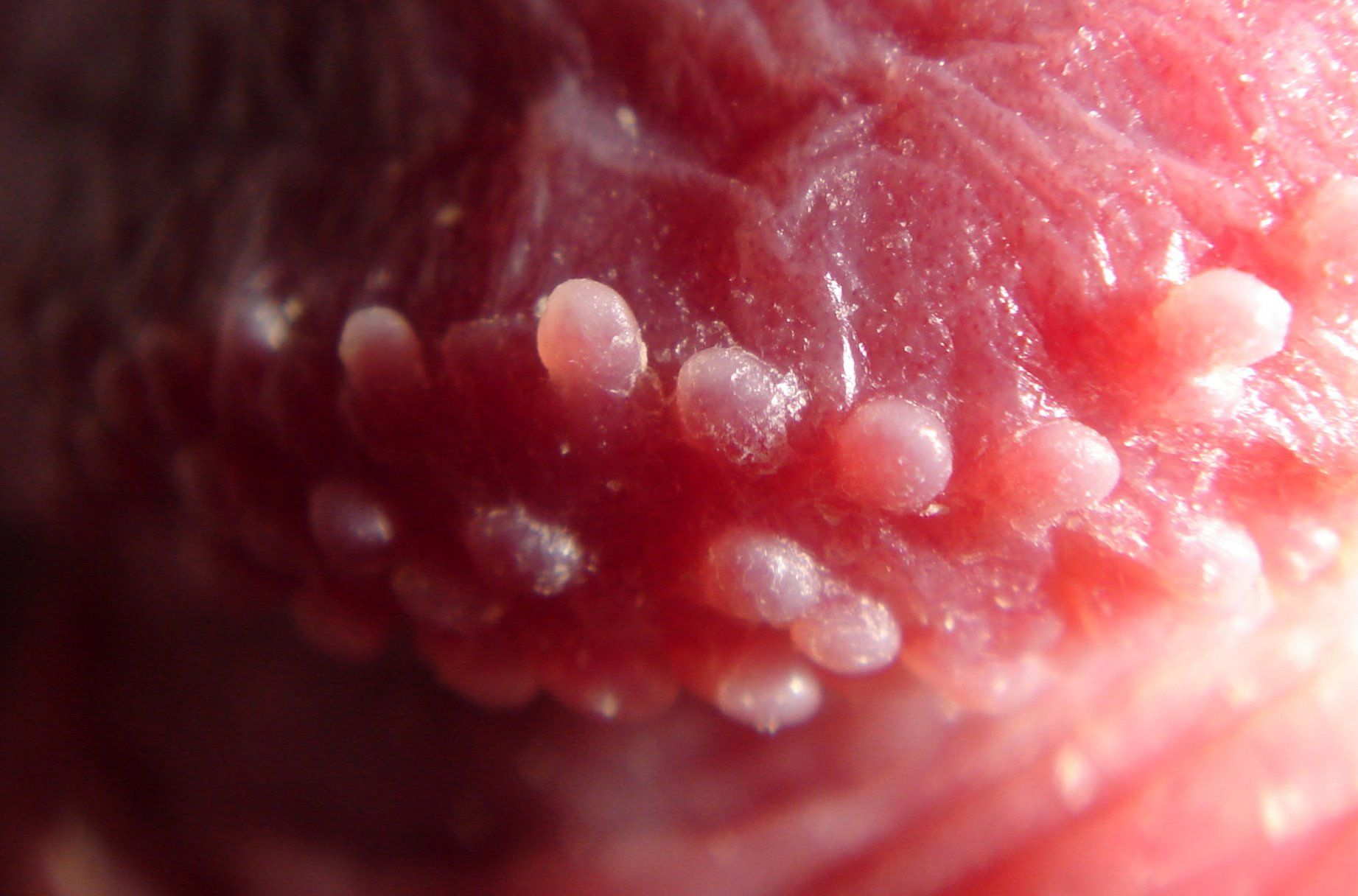

Hudflikarna ska inte förväxlas med kondylom som är en smittsam sjukdom och ofta kallas genitala vårtor. Om man känner sig osäker bör man ta kontakt med lämplig mottagning för bedömning.
Penila papler kan avlägsnas med CO2-laser vilket är den överlägset bästa metoden, men i Sverige står landstinget inte för kostnaden. Ingreppet tar ungefär 30 minuter och utförs av ett flertal privata kliniker.